# Doug Kazé
Doug Kazé (né le 24 février 1979 à Jos, dans l'État de Plateau) est un chanteur et guitariste nigérian.

## Biographie
Douglas naît en 1979 à Jos, au Nigeria, de David et Margaret Kaze. Il est le troisième d'une famille de sept enfants. Il fréquente les écoles primaires de Jos et Pankshin, où la famille séjourne brièvement. Doug grandti dans un environnement musical - son père est amateur de la musique de Bob Marley et d'autres musiciens de reggae. Enfant, Doug commence à s'intéresser à la musique et s'essaye à l'écriture de chansons à la fin de l'école primaire. À l'âge de 12 ans, Doug monte un groupe avec ses amis. Pendant ses études secondaires à St. Murumba, Doug découvre le hip-hop, qui deviendra son principal centre d'intérêt musical tout au long de ses études secondaires.
En 2014, Doug sort deux singles, Ya Mai Iko et Run for Me. Plus tard dans la même année, il publie son premier album éponyme Doug Kazé. Sa vision pour l'album est de présenter ses morceaux, les fusions de soul et de sons locaux, et d'aborder des questions telles que la traite des êtres humains et d'autres problèmes sociaux. Doug a écrit la plupart des chansons en Afrique du Sud tout en travaillant sur sa recherche doctorale, et a travaillé avec le producteur Victor Itse Bala (VIC) sur le projet. L'album contient des chansons en anglais, en Izere et en Haoussa. En 2016, Doug sort son deuxième album studio Paradigm Shift, également produit par Victor Itse Bala. Cet album remporte le prix de l'album de l'année aux Jos Gospel Art and Music Awards (JOGAMA) un an plus tard. En 2017, Doug se lance dans une tournée pour promouvoir sa musique, où il a participé au Abuja Writers Forum's (AWF),,,,.
Parrainé par Music in Africa et la Fondation Siemens, Doug se produit avec son groupe dans différentes villes du Nigeria.
Pendant les confinements liés au Covid-19 en 2020, Doug enregistre et sort son troisième album Brave, produit par Tapshak Raymond, membre de son groupe et claviériste.
Doug est maître de conférences à l'université de Jos, son alma mater.

## Discographie
- 2014 : Ya Mai Iko (single)
- 2014 : Run for Me (single)
- 2014 : Doug Kazé (album)
- 2016 : Paradigm Shift (album)
- 2019 : Weep Not Child (single)
- 2020 : Brave (single)
- 2021 : Before Dawn (hip-hop) (single)
- 2022 : Balcony (single)